# Sečnica
Séčnica (tudi sečníca) ali urétra (latinsko urethra) je izvodilo, po katerem seč odteka iz sečnega mehurja. Pri moškem v sečnico odteka tudi semenska tekočina. 

## Anatomija

### Moška sečnica (Urethra masculina)
Moška sečnica je dolga okoli 20 cm. Izvira v sprednjem spodnjem delu sečnega mehurja z notranjim ustjem sečnice (ostium urethrae internum) in nato poteka skozi obsečnico in penis ter se končuje v glavici penisa.  
Moško sečnico delimo v naslednje odseke:
- Pars prostatica (obsečnični del) (3–4 cm)
- Pars membranacea (membranski del) (1 cm)
- Pars spongiosa (spongiozni del) (ca. 20 cm). Tik pred ustjem se sečnica razširi v navikularno foso (fossa navicularis) ter se nato zopet zoži v zunanje ustje moške sečnice(ostium urethrae externum).

### Ženska sečnica (urethra feminina)
Ženska sečnica meri v dolžino 2,5–4 cm. Konča se v nožničnem preddvoru. Krajša sečnica pri ženskah pomeni večjo nevarnost za vnetje sečnega mehurja ter pogostejše pojavljanje inkontinence.

## Bolezni sečnice
- vnetje sečnice (uretritis): specifični (okužba z gonokoki) ali nespecifični uretritis (drugi povzročitelji)
- sečni kamni
- zažetje sečnice
- divertikel
- fistula
- karunkula
- polipi
- zdrs
- različne prirojene deformacije